# Espondilose
Espondilose (do grego antigo, σπόνδυλος spóndylos, "vértebra"), frequentemente usado como sinônimo de osteoartrite vertebral, é um termo médico para qualquer processo degenerativo osteoarticular das vértebras e dos discos intervertebrais. O enfraquecimento da coluna vertebral causa dor crônica e endurecimento nas costas ou no pescoço. Mais de 80% dos maiores de 40 anos possuem alguma espondilose e a frequência aumenta com a idade.

## Causas
O envelhecimento, a má postura, carregar objetos pesados, movimentos repetitivos e os exercícios pesados desgastam os ossos e cartilagens da coluna vertebral gradualmente causando as alterações estruturais relacionadas com a espondilose:
- Discos intervertebrais desidratados: Os discos agem como almofadas entre as vértebras da coluna vertebral. Quando desidratados encolhem e endurecem.
- Hérnia de disco: Rachaduras nas vértebras aparecem com a idade, levando ao deslocamento dos discos, que às vezes pode pressionar a medula espinhal e raízes nervosas causando dor e fraqueza muscular.
- Esporões ósseos: A degeneração do disco resulta frequentemente na produção de quantidades extra do osso em um esforço impreciso do organismo para reforçar a coluna. Estes esporões ósseos podem comprimir a medula espinhal e as raízes nervosas.
- Ligamentos rígidos: Ligamentos são cordões de tecido conjuntivo que ligam os ossos. Ligamentos espinhais podem endurecem com a idade tornando o corpo menos flexível.

### Fatores de risco
Os fatores que aumentam o risco de desenvolver espondilose:
- Idade avançada;
- Obesidade;
- Sedentarismo;
- Lesões na coluna;
- Trabalhar levantando objetos pesados;
- Má postura por períodos prolongados de tempo;
- Movimentos repetitivos das costas ao longo do dia;
- Fatores genéticos (história familiar de espondilose);
- Tabagismo.

A musculatura das costas tem um importante papel em sustentar uma boa postura e evitar o desgaste ósseo. Quanto maior o peso gordo e mais fraco o tônus da musculatura, maior o degaste das vértebras.

## Sinais e sintomas
Os sintomas podem variar de leve a grave e podem se desenvolver gradualmente ou aparecer de vez em quando:
- Dor nas costas ou no pescoço;
- Falta de flexibilidade da coluna;
- Formigamento ou dormência em um ou ambos braços ou pernas.
- Quando as vértebras comprimem um nervo, podem causar fraqueza muscular, menor coordenação motora, dificuldade para caminhar ou alteração da micção.

## Diagnóstico
- Raio X: Uma radiografia pode mostrar anormalidades, como esporões ósseos, que indicam espondilose e descartar causas raras e mais graves para dor nas costas e rigidez, como tumores, infecções ou fraturas.[6]
- Tomografia computadorizada: fornece imagens mais detalhadas dos ossos e podem gerar uma imagem em 3D da coluna.
- Ressonância magnética: pode ajudar a identificar áreas onde os nervos estão sendo comprimidos.
- Mielografia: Um contraste é injetado no canal espinhal para fornecer imagens mais detalhadas de raios X ou TC.
- Estudo da condução nervosa: Verifica a intensidade e velocidade da resposta dos nervos.

## Tratamento
Os tratamentos para espondilose cervical é voltado para o alívio da dor, diminuir riscos de danos permanentes e melhorar a qualidade de vida. A fisioterapia ajuda a fortalecer a musculatura das costas e melhorar a postura. Compressa de gelo, massagem, ioga e a acupuntura podem reduzir a dor temporariamente. 
O tratamento medicamentoso pode ser feito com:
- Relaxantes musculares, tais como ciclobenzaprina, para tratar espasmos musculares;
- Narcóticos, como hidrocodona, para o alívio da dor;
- Antiepilépticos, como a gabapentina ou pregabalina, para aliviar a dor causada por lesões nervosas;
- Esteroides, tais como prednisona, para reduzir a inflamação dos tecidos e subsequentemente diminuir a dor;
- Antidepressivos, como a amitriptilina, como um coadjuvantes no alívio da dor;
- Outros analgésicos atípicos.

Quando a dor, fraqueza e rigidez não melhoram com fisioterapia e medicamentos pode ser necessário uma cirurgia para:
- Correção da hérnia de disco;
- Remoção de esporas ósseas;
- Remoção de fragmentos de uma vértebra;
- Fusão de um segmento vertebral usando enxerto ósseo ou próteses.